# William Lafleur
Pour les articles homonymes, voir Lafleur.
Ne doit pas être confondu avec Monsieur Prof.
William Lafleur, né vers 1988-1989 et connu sous le pseudonyme MonsieurLeProf, est une personnalité française des réseaux sociaux, auteur et ancien professeur d'anglais.

## Biographie
William Lafleur effectue une année en classe préparatoire littéraire au lycée de Cornouaille à Quimper, puis un an à l'université de Bretagne-Occidentale en licence d'anglais. À 20 ans, il part travailler comme assistant de langue vivante étrangère en Écosse puis est surveillant à Rennes l'année suivante.
William Lafleur obtient le CAPES d'anglais en 2011, à 22 ans, et commence sa carrière en région parisienne. Il se fait connaître dans les années 2010 en écrivant sur divers blogs puis sur Twitter, où il raconte ses anecdotes d'enseignant. Parallèlement, il publie plusieurs livres traitant de l'éducation et du métier d'enseignant. À l'origine, il souhaite rester anonyme et utilise le pseudonyme Monsieur le Prof.
Initialement humoristiques, ses anecdotes et témoignages sur les réseaux sociaux deviennent de plus en plus politiques, particulièrement après 2018 et la réforme du baccalauréat. En 2023, il compte plus de 444 000 abonnés sur Twitter et 250 000 abonnés sur Facebook. 
Affecté en région parisienne, William Lafleur souhaite revenir en Bretagne, mais n'obtient pas sa mutation dans l'académie de Rennes et est muté dans l'académie de Toulouse, qu'il avait demandée en 3e vœu. En 2022, il annonce qu'il arrête en 2023 son métier d'enseignant après douze ans passés dans l'Éducation nationale, en raison notamment des conditions dégradées d'exercice : manque de moyens, nombre élevé d'élèves par classes, stagnation des salaires, faible considération de la part de la hiérarchie et des parents, perte de sens du métier. Sa démission est finalement acceptée par le rectorat au bout de sept mois.
En septembre 2023, Wiliam Lafleur publie L'ex-plus beau métier du monde, un livre où il dénonce la détérioration des conditions de travail dans l'enseignement.
En 2024, il publie un livre dont vous êtes le héros, Dans la tête de Monsieur le Prof. Il participe également à la publication de deux bandes dessinées dans l'univers d'Aria, le jeu de rôle de FibreTigre, en tant que scénariste.

## Publications
- William Lafleur, Point Final, Michel Lafon, 2016
- William Lafleur, Monsieur le Prof, Flammarion, 2016
- William Lafleur, #ÉthiqueEtResponsable, Flammarion, 2018
- William Lafleur et Marie Pellan, Le Hussard Noir, Flammarion, 2019
- William Lafleur, L’Ex-Plus Beau Métier du monde, Flammarion, 30 août 2023
- William Lafleur, Dans la tête de Monsieur le Prof, Makaka Editions, 2024
- Wiliam Lafleur, FibreTigre et Tallarico, Chroniques des Mondes d'Aria, Glénat, 2024 (ISBN 978-2-344-05999-9)
- Wiliam Lafleur, FibreTigre et Aurélien Delauzun, La cité d'Aria - le couronnement, Makaka éditions, 2024 (ISBN 978-2-367-96017-3)